# Залив Миддендорфа
Залив Миддендорфа — залив Карского моря, на северо-западном побережье полуострова Таймыр. Залив имеет форму фьорда, северо-восточным основанием которого служит полуостров Заря, юго-восточным берег Харитона Лаптева, на западе открытое море с островами. В акватории залива много островов, наиболее крупный остров Рыкачева. В залив впадает река Толевая. Климат суровый, девять месяцев в году залив скован льдом и даже летом никогда не бывает полностью свободен ото льда. На берегах залива тундра. Залив Миддендорфа входит отдельным участком в состав Большого Арктического заповедника.

## История исследования
Впервые берега залива Миддендорфа исследовал Харитон Лаптев в мае 1741 года во время Великой Северной экспедиции. На южном берегу залива 1 (12) июня 1741 года, близ современного мыса Лемана он встретился с отрядом С. И. Челюскина. На этом мысе он обнаружил «старые огнища», то есть следы древних костров. Следовательно, задолго до членов отряда Харитона Лаптева район посещали люди, возможно, русские землепроходцы XVII века. Однако название заливу Лаптев не присвоил.
В 1900 году экспедиция Эдуарда Толля на судне «Заря» детально исследовала залив. Именно Толль назвал этот залив в честь своего родственника, учителя, известного ученого и исследователя Таймыра — Александра Федоровича Миддендорфа. Вот как Эдуард Толль описал залив в своем дневнике:

С южной стороны на горизонте, на фоне розово-красного неба, резко выделялись волнистые темно-синие контуры гор материка, над их вершинами плыли красноватые и золотистые перистые облака, похожие на колеблемые ветром столбы пламени. На переднем плане сверкали, освещенные пробивающимся сквозь тучи солнцем, узкие бурые полоски тундры, окрашенные местами в светло-фиолетовые тона.
У подножия скалистого мыса, представляющего собой хаотическую груду нагроможденных одна на другую глыб серовато-бурого выветренного гнейса, неподвижным покровом лежал пригнанный ветром лед, а но другую сторону мыса принесенные течением льдины, сталкиваясь, издавали певуче-жалобный звук. Слегка волнующееся огромное море отражало на своей поверхности низко нависшие свинцово-серые облака, которые по мере приближения к бухте становились фиолетовыми. В холодных серо-стальных водах неподвижно стоит на якоре «Заря», солнечный диск медленно исчезает за пламенеющим на горизонте огненным морем — там, где далеко-далеко находится моя родина!…
Фьорд, который мы открыли и в котором стоим уже одиннадцать дней, я назвал именем Миддендорфа.
Полагаю, что я имел право это сделать: во-первых, потому что мы определили координаты этого места; во-вторых, потому что изучение окрестностей и фауны фьорда проходит успешно и, следовательно, наименование фьорда вполне обоснованно. Чье же имя более других заслуживает того, чтобы быть увековеченным здесь, если не имя Миддендорфа — первого ученого-исследователя Таймырской земли, авторитетного исследователя Сибири?

## Клад Эдуарда Толля
Во время стоянки в заливе Толль распорядился устроить продуктовый склад, предполагая исследовать на собачьих упряжках во время полярной зимы берега Таймыра. Но сам им не воспользовался. Вот как он описал об этом в своём дневнике :

…Здесь я велел зарыть ящик с 48 банками консервированных щей, запаянный жестяной ящик с 6 кг сухарей, запаянный жестяной ящик с 6 кг овсянки, запаянный ящик, содержащий около 1,6 кг сахару, 4 кг шоколада, 7 плиток и 1 кирпичник чаю. Яма была… обозначена деревянным крестом.

В 1973 году экспедиция Комсомольской правды откопала клад Толля. Продукты оказались в полной сохранности и съедобны. Находка позволила практически доказать, что продукты в условиях крайнего Севера могут храниться многие десятилетия.